# Die Rampe
Die Rampe (Untertitel: Hefte für Literatur) ist eine österreichische Literaturzeitschrift. Sie wurde 1975 gegründet.

## Beschreibung
Die Rampe wird vom Land Oberösterreich zur Förderung zeitgenössischer Literatur herausgegeben. Ein unabhängiges Redaktionsteam besorgt die Textauswahl; zur Jury gehörten etwa Heimrad Bäcker, Gertrud Fussenegger, Wolfgang Kraus und Wendelin Schmidt-Dengler. Bis 1992 erschien die Zeitschrift im Taschenformat und umfasste ca. 150 Seiten. Seit der Neukonzeption 1993 erscheinen jährlich vier Hefte:
- Heft 1 ist den Literaturpreisträgern des Landes Oberösterreich gewidmet.
- Heft 2 hat einen vorgegebenen thematischen Schwerpunkt.
- Heft 3 ist eine Porträtnummer.
- Heft 4 ist als offene Nummer konzipiert und enthält Texte von Gegenwartsautoren.

Die Porträtnummern und Extrahefte erscheinen im DIN-A4-Format.

## EXTRA-Nummern
Die Redaktion brachte die folgenden EXTRA-Nummern heraus:
- 1995 Rampe Selbstporträt
- 1996 Postscriptum
- 1998 Rampe Regional
- 1999 Thomas Bernhard – Johannes Freumbichler – Hedwig Stavianicek
- 2000 Phänomen Zeit
- 2002 Feste Feiern
- 2004 grenzenlos

## Herausgeber und Autoren
Von 1995 bis 2004 zeichnete Fritz Lichtenauer als Hauptredakteur und Herausgeber verantwortlich. Seit 2005 hat Petra-Maria Dallinger diese Position inne. Seit diesem Jahr haben die Hefte ein neues Format, und in Heft 1 erscheinen neben den Texten der Landeskulturpreisträger auch jene der Stifter-Stipendiaten. Die Rampe ist seither im Linzer Stifterhaus beheimatet. Zu den Autoren der Rampe zählen Ilse Aichinger, Reinhold Aumaier, Bettina Balàka, Beppo Beyerl, Elfriede Czurda, Martin Dragosits, Klaus Ebner, Franzobel, Barbara Frischmuth, Gerald Ganglbauer, Christine Haidegger, Regina Hilber, Eugenie Kain, Ilse Kilic, Anna Mitgutsch, Käthe Recheis, Sabine Scholl, Margit Schreiner, Lisa Spalt, Werner Stangl, Peter Paul Wiplinger und Hansjörg Zauner.